# 東京芸術大学大学美術館
東京藝術大学大学美術館（とうきょうげいじゅつだいがく だいがくびじゅつかん）は、茨城県取手市小文間の東京芸術大学の取手キャンパス構内および東京都台東区上野公園の東京芸術大学上野キャンパス構内にある美術館である。東京芸術大学の前身である東京美術学校以来のコレクションや歴代卒業生の作品などを収蔵展示している。

## 概要
東京芸術大学美術学部の前身は、日本美術復興運動に取り組んでいた岡倉天心、アーネスト・フェノロサらの尽力によって1887年（明治20年）に設立され、1889年に開校した東京美術学校である。開校当時の教官には橋本雅邦、川端玉章らがおり、初期の学生には横山大観、下村観山、菱田春草ら、日本の近代美術史上著名な人物が揃っていた（初代校長は、文部省専門学務局長の浜尾新が暫定的に務め、岡倉天心は2代校長である）。東京美術学校では、伝統美術の復興を目指す岡倉天心の教育方針もあり、学生の参考資料として、開校以前から古美術品を収集していた。さらに、美術学校としての特性から、歴代教官の作品、学生の卒業制作、文部省買上げ美術品などが2万9千件以上収蔵されている。
東京美術学校では、収蔵品を展示するために1929年（昭和4年）に赤煉瓦造の「陳列館」（岡田信一郎設計）、1935年（昭和10年）に白壁、瓦葺で城郭風の「正木記念館」を建設した。正木記念館は1901年（明治34年）から1932年（昭和7年）まで校長を務めた正木直彦を記念して建てられたものである。これらの展示館は1970年（昭和45年）東京芸術大学芸術資料館という名称で一般向けにも開館し、展覧会開催中は学外の人も自由に観覧できるようになった。しかし、一般公開されるようになったとはいえ、これらの展示館はスペースも限られ、近代的な美術館の機能を果たしているとは言いがたかった。
そこで、1994年に茨城県取手市の取手キャンパスに東京芸術大学芸術資料館取手館が竣工した。収蔵品の保存と展示に加え、コンサートやシンポジウムの場として学内外への情報の発信源となるよう多目的ホールなどの機能が織り込まれ、開設と同時に美術学部教官による展覧会も行われたほか、美術館の建築自体に作品を取り込む「ウォールミュージアム構想」によって、ファサードや内外の壁面、前庭、床面、天井、壁画、扉、照明器具、ベンチやカウンター、更にはサインデザイン、トイレ内の便器まで、多様な形で当時の現職教官がかかわった。
1998年（平成10年）に芸術資料館は東京藝術大学大学美術館と改称。翌1999年にミュージアムショップやカフェテリアを備えた上野館が上野校地にも完成した。上野館では、大学自体の収蔵品の展示公開のほか、さまざまな特別展が現在まで開催されている。
取手館の建設から30年目となった2024年（令和6年）には地上3階建ての「取手収蔵棟」が新設された。大学美術館による継続的な作品の保存と収集に向け、取手キャンパスにおける芸術資料の収蔵量不足を解消するため、全ての階に収蔵庫が設けられている。隣接する取手館と渡り廊下で繋げられた2階収蔵庫前室は、収蔵されている芸術資料の見学が行える「魅せる収蔵庫」となっており、地域連携や芸術の振興に寄与することが期待されている。2025年（令和7年）1月には取手収蔵棟の壁面を活用した星空観賞のイベントが行われるなど、芸術作品の収蔵や展示公開にとどまらない活動へと広がりをみせている。

## 主な収蔵品

### 古美術

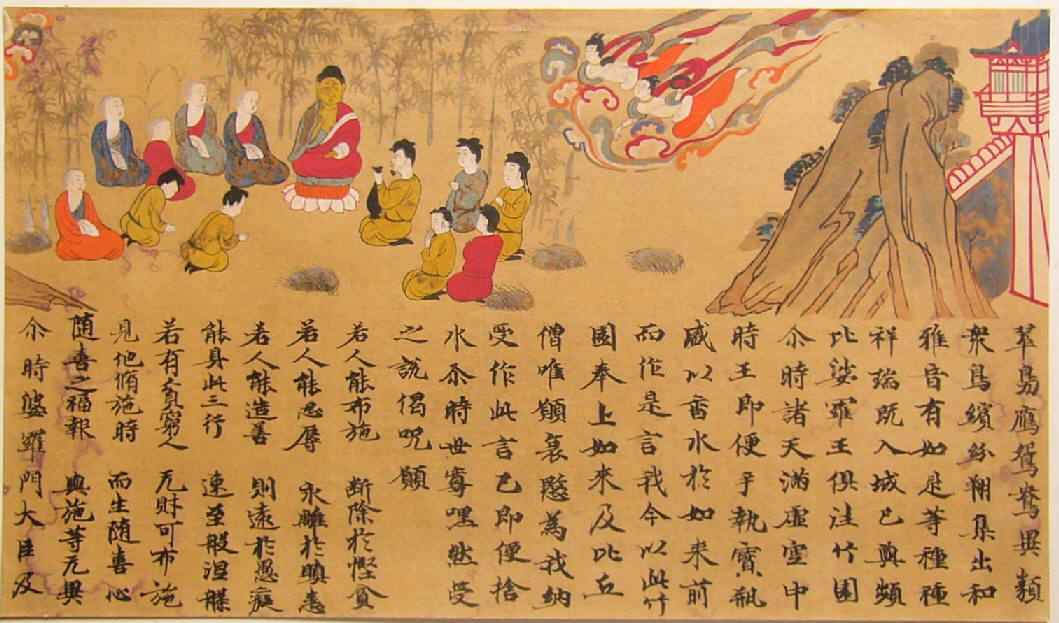
絵因果経/過去現在因果経 国宝（画像は1941年審美書院による木版複製）

- 絵因果経（国宝）奈良時代の絵画資料として貴重なもの。
- 観世音寺資材帳（国宝）福岡・観世音寺の財産目録。延喜5年（905年）
- 浄瑠璃寺吉祥天像厨子扉絵（重文）
- 小野雪見御幸絵詞（重文）
- 羅漢図（重文）
- 弥勒来迎図（重文）
- 天部像（醍醐寺五重塔壁画の一部）（重文）
- 槙楓図　尾形光琳筆（重文）
- 大日如来坐像　快慶作
- 銅造菩薩立像（重文）奈良時代
- 白銅鏡（重文）
- 瑞花双鳳八稜鏡（重文）
- 法隆寺裂（重文）
- 狩猟文銅筒（重文）中国・漢代

### 近代美術

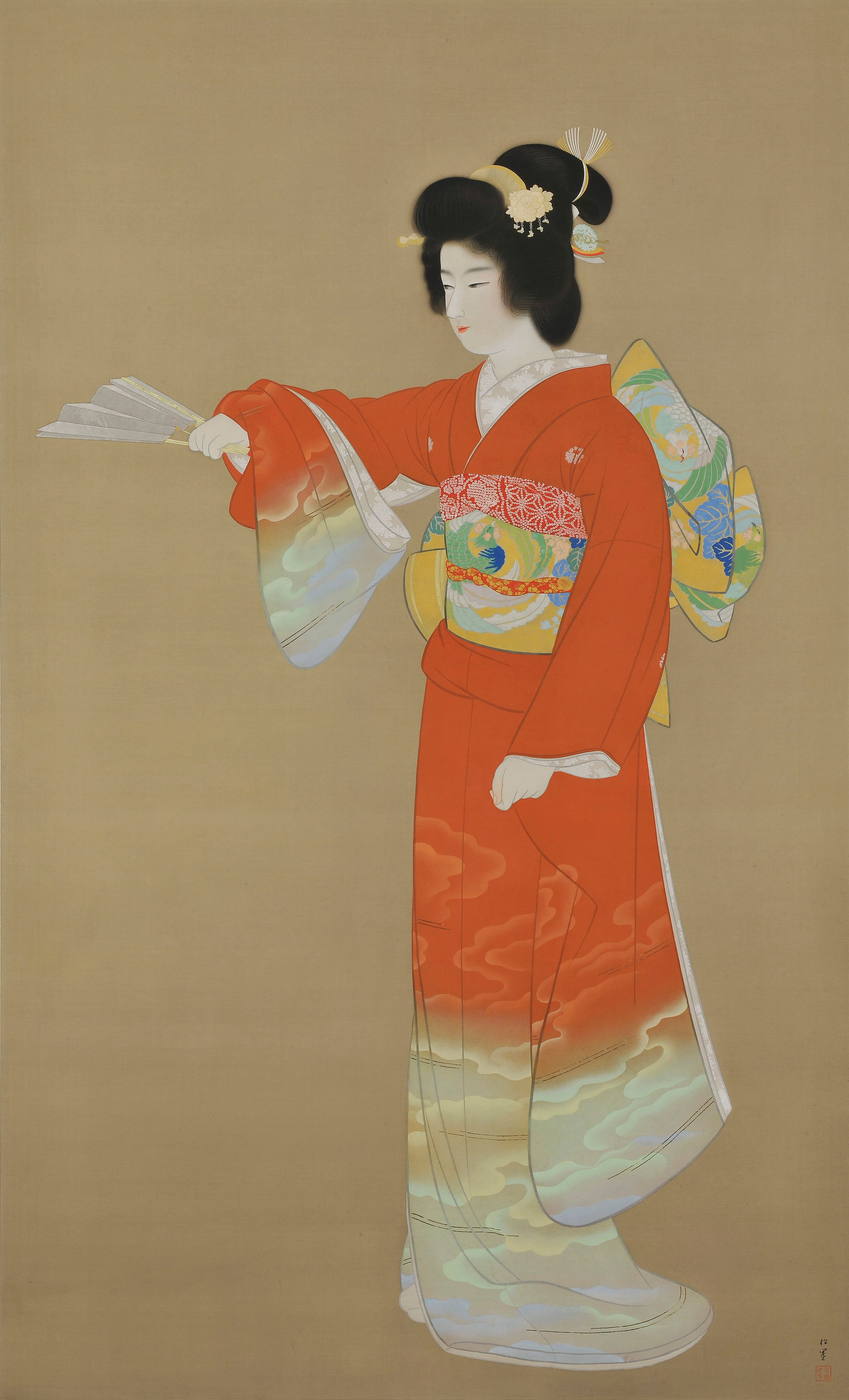
『序の舞』 1936年（昭和11年）絹本着彩 233cm×141.3cm

- 狩野芳崖『悲母観音』（重文）芳崖は東京美術学校教官に就任予定だったが、同校の開校直前に世を去った。
- 狩野芳崖『不動明王』（重文）
- 橋本雅邦『白雲紅樹』（重文）
- 横山大観『村童観猿翁』（1893年、卒業制作）
- 下村観山『岡倉天心肖像画稿』
- 菱田春草『寡婦と孤児』（1895年、卒業制作）
- 高橋由一『鮭』（重文）
- 高橋由一『花魁』（おいらん）（重文）
- 浅井忠『収穫』（重文）
- 原田直次郎『靴屋の親爺』（重文）
- 上村松園『序の舞』（重文）
- 藤島武二『造花』
- 鏑木清方『一葉』
- 金山平三『自画像』（1909年、卒業制作）
- 佐伯祐三『自画像』（1923年、卒業制作）
- 小磯良平『彼の休息』（1927年、卒業制作）

## 特記事項
展覧会会期以外は閉館。開館時間・休館日・料金その他の利用案内は、公式サイトを参照のこと。